# Stage Dolls (album)
Stage Dolls è il terzo album in studio degli Stage Dolls, uscito nel 1988 per l'etichetta discografica Chrysalis Records.

## Tracce
1. Still in love
2. Wings of steel
3. Lorraine
4. Waiting for you
5. Love cries
6. Mystery
7. Don't stop believin'
8. Hanoi waters
9. Ammunition

## Formazione
- Torstein Flakne - voce, chitarra
- Terje Storli - basso
- Steinar Krokstad - batteria

### Altri musicisti
- Kjetil Bjerkestrand - tastiere
- Vaneese Thomas - cori
- Angela Clemmons - cori
- Darryl Tookes - cori
- Phil Ballou - cori
- Fonzie Thornton - cori
- Benny Diggs - cori